# 嫩塞爾 (內布拉斯加州)
嫩塞爾（英語：Nenzel）是位於美國內布拉斯加州切里縣的村。

## 人口
根據2020年美國人口普查的數據，嫩塞爾的面積為0.81平方千米，皆為陸地。當地共有人口17人，而人口密度為每平方千米21人。